# Stade Joseph-Kabila (Kindu)
Le stade Joseph-Kabila est un stade omnisports national situé dans la commune de Kasuku à Kindu en république démocratique du Congo. Il porte le nom de l'ancien président de la République démocratique du Congo, Joseph Kabila (2001-2018). Il est surtout utilisé pour les rencontres de football et les compétitions de la Confédération africaine de football.
D'une capacité de 22 000 places, ce stade est l'unique du genre dans la province du Maniema. Il est inauguré en juillet 2016 par Joseph Kabila. Il s’agit d’un stade aux dimensions olympiques à pelouse naturelle, disposant de toutes les infrastructures requises dont les vestiaires, les services de santé et une cabine de presse. C'est un stade homologué par la Confédération africaine de football,.